# Piccoli cani guida crescono
Piccoli cani guida crescono (Pick of the Litter) è una serie documentario di Dana Nachman e Don Hardy per Disney+ basata sull'omonimo film del 2018, anch'esso scritto e diretto dal duo, distribuito in streaming dal 20 dicembre 2019 al 24 gennaio 2020. In Italia dal 24 marzo 2020, data di uscita italiana di Disney+.

## Sinossi
La serie segue le vicende, tra alti e bassi, di sei adorabili cani di nome Paco, Pacino, Raffi, Amara, Tulane e Tartan durante il loro viaggio per diventare dei cani guida per persone non vedenti. Inoltre racconta le vite di coloro che amano, addestrano, nutrono e fanno squadra con questi cani.

## Puntate
| nº | Titolo originale     | Titolo italiano          | Regia        | Pubblicazione USA | Pubblicazione Italia |
| --- | -------------------- | ------------------------ | ------------ | ----------------- | -------------------- |
| 1 | Meet the Dogs        | Conosciamo i cuccioli    | Don Hardy    | 20 dicembre 2019  | 24 marzo 2020        |
| Si concentra sui sei cuccioli, i loro allevatori e sul legame tra loro. Si concentra anche su come i cani si preparano per la valutazione per diventare cani guida per non vedenti prima di sottoporsi alla formazione professionale. |                      |                          |              |                   |                      |
| 2 | Off to Puppy College | I cuccioli al College    | Don Hardy    | 27 dicembre 2020  | 27 marzo 2020        |
| Si concentra su come i cuccioli vengono richiamati nella struttura dei cani guida per la loro formazione professionale e i loro test medici presso il centro. Parla anche di come le persone con disabilità visive possono optare per un cane guida. |                      |                          |              |                   |                      |
| 3 | Training Begins      | Inizia l'addestramento   | Dana Nachman | 3 gennaio 2020    | 3 aprile 2020        |
| Si concentra su come i cuccioli vengono addestrati come cani guida e anche su come devono sottoporsi al test con il loro addestratore che ha la benda sugli occhi per testare le loro abilità e vedere se si distraggono. Se superano le prove precedenti posso continuare l'addestramento come cane guida già durato tre settimane. Si concentra anche su come i cuccioli selezionati per la riproduzione subiscono anche loro distrazioni e test. |                      |                          |              |                   |                      |
| 4 | Next Level Training  | L'addestramento avanzato | Don Hardy    | 10 gennaio 2020   | 10 aprile 2020       |
| Si concentra sui livelli dell'addestramento avanzato dalla fase tre alla fase sette, dove sono stati addestrati a diventare dei cani guida. Devono riuscire ad usare tutte le abilità imparate nelle precedenti fasi per riuscire a superare il test della fase otto. Si concentra anche sul processo di matchmaking e su come scelgono i cani per le varie personalità delle persone.                                                              |                      |                          |              |                   |                      |
| 5 | Meet Your Match      | Incontriamo i Partner    | Don Hardy    | 17 gennaio 2020   | 17 aprile 2020       |
| I cani in addestramento avanzato sostengono gli esami finali sperando di essere abbinati a dei clienti, chi riuscirà a passare gli esami incontrerà per la prima volta il suo partner. |                      |                          |              |                   |                      |
| 6 | Together at Last     | Finalmente insieme       | Don Hardy    | 24 gennaio 2020   | 24 aprile 2020       |
| I cani che hanno superato l'esame finale si incontrano con i loro allevatori prima di tornare a casa con i loro nuovi partner per svolgere il loro compito da cane guida. |                      |                          |              |                   |                      |

## Produzione
Nell'agosto 2019, Kidscreen ha riferito che Disney+ ha ordinato una serie documentario di sei episodi Piccoli cani guida crescono ispirata all'omonimo film del 2018 che collega gli sceneggiatori e registi del film Dana Nachman e Don Hardy insieme a Mary Celenza, Josh Braun e Dan Braun come produttori esecutivi con ABC Studios che produce la serie.
Poco dopo l'uscita del trailer del film, la Disney ha dato l'idea di fare un adattamento in una serie dal film e così sono iniziati i negoziati per realizzare la serie. Quando l'idea di questa serie è stata lanciata a Chris Beginner, AD della Guide dogs for Blind, ha accettato, visto che avrebbe reso più persone consapevoli della loro organizzazione. Invece di fare di nuovo la stessa cosa che hanno fatto con la funzione, il duo di registi ha deciso di concentrarsi sul periodo del passaggio dal portare i cuccioli dalle case degli allevatori alle dodici settimane di formazione professionale che subiscono per diventare dei cani guida concentrandosi su specifiche Cucciolate.
Dato che la produzione non vuole disturbare il processo di formazione, hanno usato una fotocamera più piccola su un gimbal che poi va in un monopiede che può essere capovolto. Un'altra sfida che hanno dovuto affrontare era se gli allevatori di cuccioli erano disposti ad "aprire" le loro case per il documentario.

## Promozione
Il primo poster e il trailer della serie documentario sono stati distribuiti il 19 novembre 2019.

## Distribuzione
La prima puntata è stata presentata in anteprima su Disney+ il 20 dicembre 2019, e la serie sarà poi trasmessa settimanalmente ogni venerdì. In Italia il primo è stato distribuito il 24 marzo 2020 per poi essere distribuiti ogni venerdì.

## Accoglienza
Common Sense Media ha data alla serie 4 stelle su 5, affermando: "C'è molto amore che scorre tra gli umani in questa serie, e gli addestratori e tutti gli altri che entrano in contatto con i cani li trattano con compassione commovente, giocando con loro e li accarezzano tra le sessioni di allenamento. La natura dell'addestramento significa che gli addestratori avranno cani solo per un periodo di tempo limitato e i momenti in cui devono riportare il cane, in modo che possano continuare il programma o darli ad un cliente se non sono adeguati; vediamo piangere e sentire quanto sia difficile dire addio."